# Корвара
Корвара (итал. Corvara) — коммуна в Италии, расположена в регионе Абруццо, подчиняется административному центру Пескара.
Население составляет 289 человек, плотность населения составляет 22 чел./км². Занимает площадь 13 км². Почтовый индекс — 65020. Телефонный код — 085.
Покровительницей коммуны почитается Пресвятая Богородица (Madonna delle Grazie), празднование 1 и 2 июля.
С коммуной Корвара граничат коммуны Бриттоли, Бусси-суль-Тирино, Капестрано, Пескосансонеско, Пьетранико.